# Уваровский сельсовет (Пензенская область)
Уваровский сельсовет — сельское поселение в Иссинском районе Пензенской области Российской Федерации.
Административный центр — село Уварово.

## История
Статус и границы сельского поселения установлены Законом Пензенской области от 2 ноября 2004 года № 690-ЗПО «О границах муниципальных образований Пензенской области».
15 сентября 2010 года законом Пензенской области №1946-ЗПО в состав Уваровского сельсовета включены населённые пункты упразднённого Николаевского сельсовета.

## Население
| 2002 | 2010 | 2012 | 2013 | 2014 | 2015 | 2016 |
| ---- | ---- | ---- | ---- | ---- | ---- | ---- |
| 723  | ↘504 | ↗898 | ↘855 | ↘807 | ↘778 | ↘755 |
| 2017 | 2018 | 2021 |      |      |      |      |
| ↘741 | ↘708 | ↘697 |      |      |      |      |

## Состав сельского поселения
| № | Населённый пункт                         | Тип населённого пункта       | Население |
| - | ---------------------------------------- | ---------------------------- | --------- |
| 1 | Бекетовка                                | село                         | ↘230      |
| 2 | Ивановка                                 | деревня                      | 17        |
| 3 | Николаевка                               | село                         | ↘122      |
| 4 | Уварово                                  | село, административный центр | ↘255      |
| 5 | Центральная усадьба совхоза «Уваровский» | населённый пункт             | ↘322      |
| 6 | Широкоис                                 | село                         | ↘2        |